# Домаха (притока Лукновахи)
Домаха — річка у Барвінківському районі Харківської області, ліва притока Лукновахи (басейн Сіверського Донця).

## Опис
Довжина річки приблизно 14  км. Висота витоку річки над рівнем моря — 170 м, висота гирла — 98 м, падіння річки — 72 м, похил річки — 1,15 м/км. Формується з декількох безіменних струмків та водойм.
На річці знаходиться Богодарівське водосховище.

## Розташування
Домаха бере початок з водойми на південно-західній околиці села Гаврилівки. Тече переважно на північний схід у межах села Миколаївки. На північно-західній околиці села Богодарове впадає у річку Лукноваху, праву притоку Сухого Торця.